# 〈書物狩人〉シリーズ
『〈書物狩人〉シリーズ』（〈ル・シャスール〉シリーズ、Le Chasseur）は、赤城毅による日本のミステリー小説のシリーズ。
第1作『書物狩人』の文庫版あとがきで、作者は本書が「一般向けの歴史ミステリ、あるいは歴史冒険小説を指向するきっかけとなった、記念すべき作品」であると語っている。第4作『書物幻戯』はシリーズ初の長編作品である。
依頼人から依頼された書籍を合法非合法を問わずに手に入れる書物狩人の物語。

## 作品一覧
第4作「書物幻戯」及び第6作「書物審問」は長編。
| 書籍名     | 収録作                              | 初出                      | 対象書籍                                                                         |
| ---------- | ----------------------------------- | ------------------------- | -------------------------------------------------------------------------------- |
| 1 書物狩人 | 教科書に準拠して                    | 『メフィスト』2006年1月号 | オズワルドから回収し損ねたジョン・F・ケネディ暗殺の指令書                        |
| 1 書物狩人 | 神々は争う （「雷帝の書庫」を改題） | 『メフィスト』2005年5月号 | イエス・キリスト第五の福音書                                                     |
| 1 書物狩人 | Nの悲喜劇                           | 『メフィスト』2005年9月号 | ナポレオン旧蔵の『カンディード』                                                 |
| 1 書物狩人 | 実用的な古書                        | 書き下ろし                | 四庫全書の一、文源閣から流出した漢籍（『アルメニア史』の記述を裏付ける史書）     |
| 2 書物迷宮 | 書庫に入りきらぬ本                  | 『メフィスト』2008年1月号 | フェデリコ・ガルシーア・ロルカの幻の詩集『グラナダ悲歌』                         |
| 2 書物迷宮 | 長い長い眠り                        | 『メフィスト』2008年9月号 | 南満州鉄道株式会社の時刻表                                                       |
| 2 書物迷宮 | 愛された娘                          | 書き下ろし                | 家出娘が抱えていた古書（フランツィスク公爵家の由来を記したグラゴール文字の書物） |
| 2 書物迷宮 | 冷やしすぎた秘密                    | 『メフィスト』2008年5月号 | ナチス・ドイツの細菌戦マニュアル                                                 |
| 3 書物法廷 | クイナのいない浜辺                  | 『メフィスト』2009 Vol.1  | 自費出版の画集『太平洋の恩寵』                                                   |
| 3 書物法廷 | 銀の川（ラ・プラタ）の蜃気楼        | 『メフィスト』2009 Vol.2  | 「ブエノス・アイレスの帝王」と呼ばれたギャング首領の日記                         |
| 3 書物法廷 | 奥津城に眠れ                        | 『メフィスト』2009 Vol.3  | 自費出版されたエドガー・アラン・ポーの伝記『ポオの航跡を追って』                 |
| 3 書物法廷 | 笑うチャーチル                      | 書き下ろし                | ウィンストン・チャーチルの蔵書だった『ローマの劫掠』                             |
| 5 書物輪舞 | 死することを許されぬならば          | 『メフィスト』2010 Vol.3  |                                                                                  |
| 5 書物輪舞 | 書物の復讐                          | 書き下ろし                |                                                                                  |
| 5 書物輪舞 | ダイヤモンドよりも永遠に            | 『メフィスト』2011 Vol.2  |                                                                                  |
| 5 書物輪舞 | やんごとなき犯罪                    | 『メフィスト』2011 Vol.1  |                                                                                  |

## 登場人物
ル・シャスール
SILABの中でも最高の手腕を持つと言われている書物狩人。中肉中背。記憶に残りにくい印象の薄い外見であるが、年齢にそぐわない美しい銀髪が否が応でも人目を引く。20世紀の後半の生まれ。
「The Hunter（英）」「Der Jäger（独）」など、相手が使用する言語に合わせて呼び名を変えるが、響きが良いという理由でフランス語で狩人を意味する「ル・シャスール」(Le Chasseur) という呼び方を一番気に入っている。
「教科書に準拠して」「Nの悲喜劇」では、東京の新光国際大学の西洋文化史の助教授「ユーイチ・ナカライ（半井優一）」を名乗るが、国籍・年齢・経歴は全て不明である。

レディB
SILABの書物道楽家の筆頭格。
黒髪で、肌はミルク・チョコレートのような色合い、瞳は濃いオレンジ色、ハリウッド・スターと見紛うほどの美貌。SILABの執務室は、趣味の19世紀末の貴婦人のサロンのような調度品で溢れている。
レディBの「B」は、Bibliographer（書誌学者）の頭文字。彼女に言い寄ってすげなくされた人々はBookworm（紙魚）のBだと陰口をたたいているらしい。

## 用語

### 職種
書物狩人（しょもつかりゅうど）
各国の政府や大企業から依頼を受け、世間に出れば大事になりかねない“秘密”をはらんだ本を、合法非合法を問わず、あらゆる手段で入手する職業、あるいはその人物。いつ、どこでこのような職業が成立したのかなどは歴史の闇に包まれている。それぞれが古書について、計り知れないほどの知識を持っている。
書物道楽家（ビブリオファイル）
SILABが過去に取り引きしたり、現在入手している本、更に将来関わりを持ちそうな図書に関するデータを暗記している人物。書物狩人たちの多くは保守主義者で、現代のテクノロジーを胡散臭く思っている面があるため、どんなに堅固なセキュリティでも、ハッキングされかねない電子データ化などもってのほかであり、紙の記録媒体も盗み見される可能性がある。そのため、彼らは書物狩人に要請された時にすぐにデータを引き出されるように訓練されている。尚、彼らの回答が得られるのは、書物狩人との一対一の面談においてのみである。

### 機関
SILAB
SILABは、第二国際古書籍商連盟 (Second International League Antiquarian Booksellers) の略称で、書物狩人たちが書物狩人のための相互扶助団体として、正規の古書店が加盟する国際古書籍商連盟 (ILAB) が成立した1947年と同年に設立した団体。
本部はスイスのルツェルン南方にあるシェルターにあり、これは以前スイス政府が建造した核シェルターを、冷戦終結後にスイス政府との秘密交渉によって買い取った。連盟関係者以外は立入禁止が原則である。
また、各国の情報機関の急所を押さえているため、CIAであろうとモサッドであろうとSILABの施設に手出しはできない。
新光国際大学
ル・シャスールが助教授を務めている（ことになっている）大学。ある実業家が名声欲しさに作った新設校だが、開設に際して、文部科学省が設けている大学設置基準の「付属図書館の蔵書数が一定数なければならない」に抵触し、認可が下りないという窮地に陥った。
そこをル・シャスールが一夜にして開設に足る必要な書物を集め救済し、ル・シャスールはその報酬に同校の助教授の身分を手に入れた。

## 書誌情報
| # | タイトル                         | レーベル       | 発行年月日     | ISBN                   |
| - | -------------------------------- | -------------- | -------------- | ---------------------- |
| 1 | 書物狩人（ル・シャスール）       | 講談社ノベルス | 2007年04月05日 | ISBN 978-4-06-182487-4 |
| 1 | 書物狩人（ル・シャスール）       | 講談社文庫     | 2010年04月15日 | ISBN 978-4-06-276643-2 |
| 2 | 書物迷宮（ル・ラビラント）       | 講談社ノベルス | 2008年10月06日 | ISBN 978-4-06-182616-8 |
| 2 | 書物迷宮（ル・ラビラント）       | 講談社文庫     | 2011年10月14日 | ISBN 978-4-06-277051-4 |
| 3 | 書物法廷（ル・トリビュナル）     | 講談社ノベルス | 2010年04月06日 | ISBN 978-4-06-182710-3 |
| 3 | 書物法廷（ル・トリビュナル）     | 講談社文庫     | 2013年05月15日 | ISBN 978-4-06-277538-0 |
| 4 | 書物幻戯（リイリュジオン）       | 講談社ノベルス | 2011年06月06日 | ISBN 978-4-06-182779-0 |
| 5 | 書物輪舞（ラ・ロンド）           | 講談社ノベルス | 2011年11月07日 | ISBN 978-4-06-182808-7 |
| 6 | 書物審問（ランキジシォン）       | 講談社ノベルス | 2012年11月06日 | ISBN 978-4-06-182854-4 |
| 7 | 書物奏鳴（ラ・ソナト）           | 講談社ノベルス | 2013年06月05日 | ISBN 978-4-06-182878-0 |
| 8 | 書物紗幕（ル・リドー・ド・ガズ） | 講談社ノベルス | 2014年01月06日 | ISBN 978-4-06-299006-6 |